# Taiwanische Badmintonmeisterschaft 1981
Die Taiwanische Badmintonmeisterschaft der Saison 1980/1981 fand vom 6. bis zum 9. November 1980 statt. Es war die 26. Auflage der nationalen Titelkämpfe von Taiwan im Badminton.

## Titelträger
| Disziplin    | Sieger                     |
| ------------ | -------------------------- |
| Herreneinzel | Dhany Sartika              |
| Dameneinzel  | Kim Yun-ja                 |
| Herrendoppel | Razif Sidek Ong Beng Teong |
| Damendoppel  | Kim Yun-ja Kam Myung-suk   |